# Rhamphophila sinistra
Rhamphophila sinistra är en tvåvingeart som först beskrevs av Frederick Wollaston Hutton 1900.  Rhamphophila sinistra ingår i släktet Rhamphophila och familjen småharkrankar. Inga underarter finns listade i Catalogue of Life.